# مهلون (یمن)
 مهلون  نام روستایی است در عزلهٔ (قریة آل ثابت)، در ناحیهٔ (قطار)، از توابع استان صَعده در کشور یمن در شبه جزیره عربستان. 

## جمعیت
جمعیت آن ۷۷۲ نفر (۱۳ خانوار) می‌باشد.